# 榮歸
《榮歸》（英語：Return Home），曾念平总導演，陳寶華編劇，是2007年中國大陸电视剧，2007年7月1日前後於中國內地各省級衛星電視頻道播出，是紀念香港特別行政區成立十周年的三部電視劇之一。至於香港亞洲電視把該劇易名為《香港傳奇——榮歸》，2007年7月18日起星期一至五黃金時間在本港台播出。
目前已知中國內地有山東衛視、深圳衛視、河北衛視和上海東方衛視播出此片。

## 角色
- 鄭少秋 飾 李國凱，香港富商，是李國榮之同胞弟弟。
- 歸亞蕾 飾 張淑媛，是李國凱之妻子。
- 焦　晃 飾 李國榮，北京烤鴨老師傅，是李國凱之大哥。
- 曾寶儀 飾 李明思，是李國凱三女。
- 林雨申 飾 李明捷，是李國凱二子，蘇冬的丈夫。
- 張永智 飾 李明浩，是李國凱長子。
- 吴　军 飾 李奕，是李國榮的獨子。
- 徐穎 飾 蘇冬，是遠大集團董事長蘇遠端的女兒，李明捷妻。
- 田蕊妮 飾 阿 媚，是李國榮在香港烤鴨店的同事。

苏远程，远大集团董事长，代表北京的中资机构商人。

## 戲路
- 兄弟情義、無私。
- 亞洲金融風暴、血癌、捐獻骨髓。

## 收視
以下為該劇於亞洲電視本港台首播時之收視紀錄：
| 週次 | 日期                   | 平均收視 | 最高收視 |
| ---- | ---------------------- | -------- | -------- |
| 1    | 2007年7月18日－7月20日 | 5點      | 7點      |
| 2    | 2007年7月23日－7月27日 | 6點      |          |
| 3    | 2007年7月30日－8月3日  | 6點      |          |
| 4    | 2007年8月6日－8月10日  | 6點      |          |